# Julian le Play

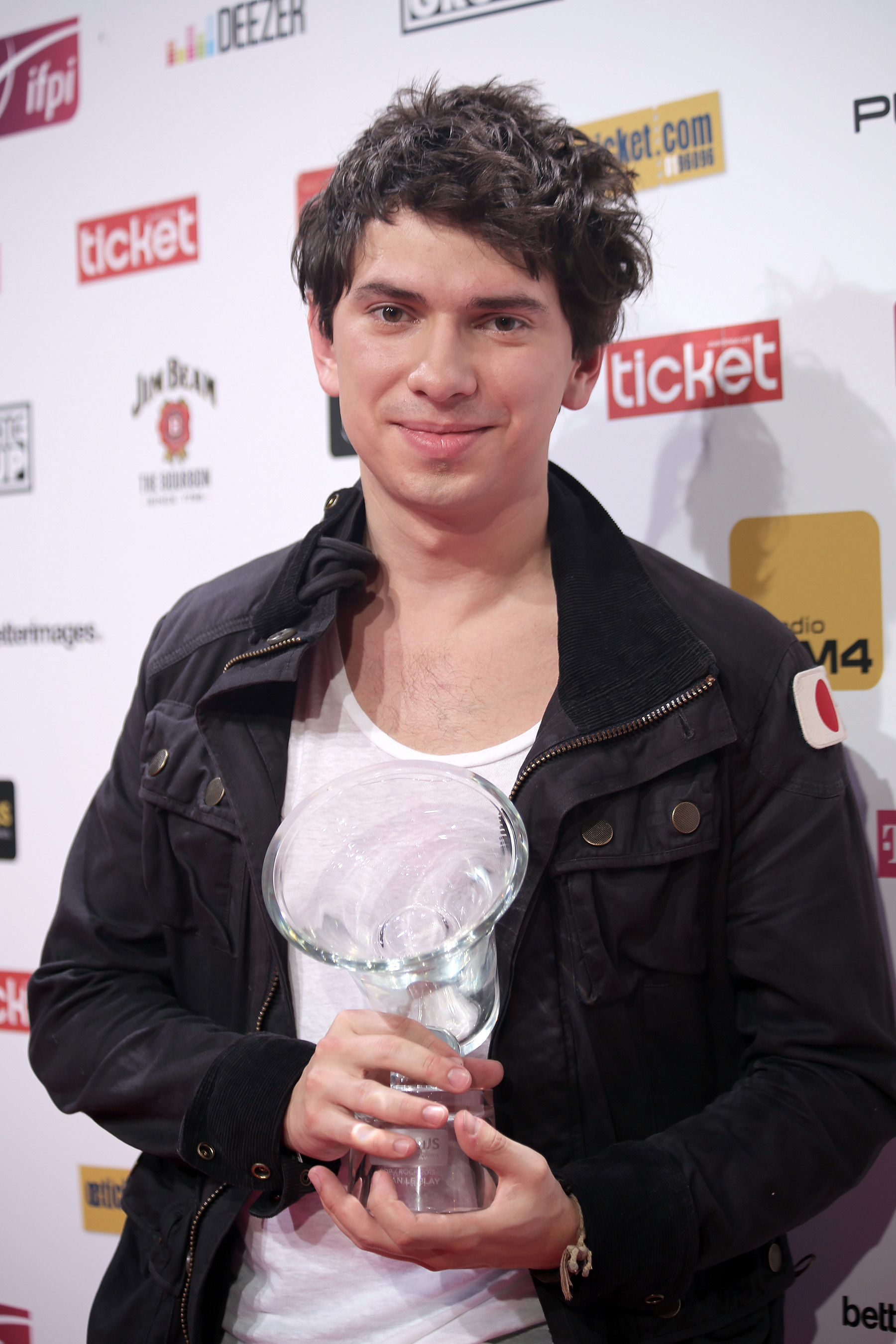
Julian le Play (Amadeus 2013)

Julian le Play, bürgerlich Julian Heidrich (* 27. Juni 1991 in Wien), ist ein österreichischer Pop-Sänger, Songwriter und ehemaliger Radiomoderator und Sohn des Wiener Galeristen Gerald Hartinger.

## Leben
Unter seinem bürgerlichen Namen war Julian Heidrich bereits in jungen Jahren im ORF als Teilnehmer des Kiddy Contests (2003) zu sehen. Einige Jahre später war er einer der Co-Moderatoren der Kindershow Close Up.
2010 nahm Heidrich an der österreichischen Castingshow Helden von morgen teil und belegte den 7. Platz. Er nahm auch an der Vorentscheidung zum Song Contest Guten Morgen Düsseldorf teil.
Im Sommer 2011 begann er als Julian le Play mit seinem Produzententeam und Label GRIDmusic an seinem ersten Studioalbum „Soweit Sonar“ zu arbeiten.
Seine erste Single Mr. Spielberg wurde zu einem der meistgespielten Songs 2012. 2013 gewann er den Amadeus Austrian Music Award in der Kategorie „Pop/Rock“. Sein Album „Soweit Sonar“ war unter den 5 Nominierten für das „Album des Jahres“. Sein Produzententeam GRIDmusic (darunter federführend ehemalige Mitglieder der Band Tyler) und Sunshine Mastering gewann den Amadeus Austrian Music Award „Best Engineered Album“ für „Soweit Sonar“.
Seine „Soweit Sonar“-Tour führte ihn im April und Mai 2013 durch österreichische Live Clubs wie das Wiener WUK, den Linzer Posthof, das Grazer Orpheum oder das Innsbrucker Weekender.
Anfang Oktober 2013 gab er bekannt, mit den Arbeiten seines zweiten Studioalbums begonnen zu haben. Das Album „Melodrom“, das auch in Deutschland erschien, kam 2014 in den Handel. In Österreich erreichte das Album in der ersten Wertungswoche Platz 3 der Charts. Die erste Singleauskopplung „Mein Anker“ erreichte Platz 6 der österreichischen Verkaufscharts. Im Juli 2014 wurde das Album „Melodrom“ in Österreich mit der goldenen Schallplatte ausgezeichnet. Seine „Melodrom“-Tour 2014 führte ihn von April bis Mai 2014 durch 23 Orte in Deutschland, Österreich und der Schweiz. Im Sommer 2014 ging le Play außerdem auf Tour mit James Blunt und Revolverheld. Im November sang er im Finale der vierten Staffel von Die große Chance zusammen mit den späteren Gewinnern Harfonie seinen Song Wir haben noch das ganze Leben, der daraufhin sein siebter Charthit wurde.
Seinen Künstlernamen Le Play übernahm Heidrich vom französischen Sozialwissenschaftler Pierre Guilleaume Fréderic Le Play. 
Von April 2011 bis Februar 2015 war Julian Heidrich auch als Moderator auf Ö3 tätig.

## Diskografie

### Studioalben
| Jahr | Titel        | Höchstplatzierung, Gesamtwochen, AuszeichnungChartplatzierungen (Jahr, Titel, Platzierungen, Wochen, Auszeichnungen, Anmerkungen) | Höchstplatzierung, Gesamtwochen, AuszeichnungChartplatzierungen (Jahr, Titel, Platzierungen, Wochen, Auszeichnungen, Anmerkungen) | Anmerkungen                            |
| Jahr | Titel        | DE | AT | Anmerkungen                            |
| ---- | ------------ | --- | --- | -------------------------------------- |
| 2012 | Soweit Sonar | — | AT5 (9 Wo.)AT | Erstveröffentlichung: 12. Oktober 2012 |
| 2014 | Melodrom     | — | AT3 Gold · (37 Wo.)AT | Erstveröffentlichung: 14. März 2014    |
| 2016 | Zugvögel     | DE29 (2 Wo.)DE | AT3 Gold · (22 Wo.)AT | Erstveröffentlichung: 15. April 2016   |
| 2020 | Tandem       | — | AT1 (6 Wo.)AT | Erstveröffentlichung: 7. August 2020   |
| 2023 | Tabacco      | — | AT7 (1 Wo.)AT | Erstveröffentlichung: 30. Juni 2023    |

### EPs
- 2019: Sonne Mond Sterne

### Singles
| Jahr | Titel Album                             | Höchstplatzierung, Gesamtwochen, AuszeichnungChartsChartplatzierungen (Jahr, Titel, Album, Platzierungen, Wochen, Auszeichnungen, Anmerkungen) | Anmerkungen                                                |
| Jahr | Titel Album                             | AT | Anmerkungen                                                |
| ---- | --------------------------------------- | --- | ---------------------------------------------------------- |
| 2010 | Australian Gate –                       | AT26 (2 Wo.)AT | Erstveröffentlichung: 3. Dezember 2010 als Julian Heidrich |
| 2012 | Mr. Spielberg Soweit Sonar              | AT29 (17 Wo.)AT | Erstveröffentlichung: 20. April 2012                       |
| 2012 | Philosoph Soweit Sonar                  | AT26 (6 Wo.)AT | Erstveröffentlichung: 14. September 2012                   |
| 2013 | Der Wolf Melodrom                       | AT47 (1 Wo.)AT | Erstveröffentlichung: 26. April 2013                       |
| 2014 | Mein Anker Melodrom                     | AT6 (31 Wo.)AT | Erstveröffentlichung: 31. Januar 2014                      |
| 2014 | Rollercoaster Melodrom                  | AT17 (20 Wo.)AT | Erstveröffentlichung: 4. Juli 2014                         |
| 2014 | Wir haben noch das ganze Leben Melodrom | AT35 (11 Wo.)AT | Erstveröffentlichung: November 2014                        |
| 2016 | Hand in Hand Zugvögel                   | AT14 (10 Wo.)AT | Erstveröffentlichung: 18. März 2016                        |

Weitere Singles
- 2012: 4 gewinnt
- 2012: Land in Sicht
- 2016: Zugvögel
- 2016: Du schmeckst nach Sommer
- 2016: Wach zu werden
- 2017: Tausend bunte Träume
- 2017: 1000 KM
- 2019: Millionär
- 2019: Hurricane

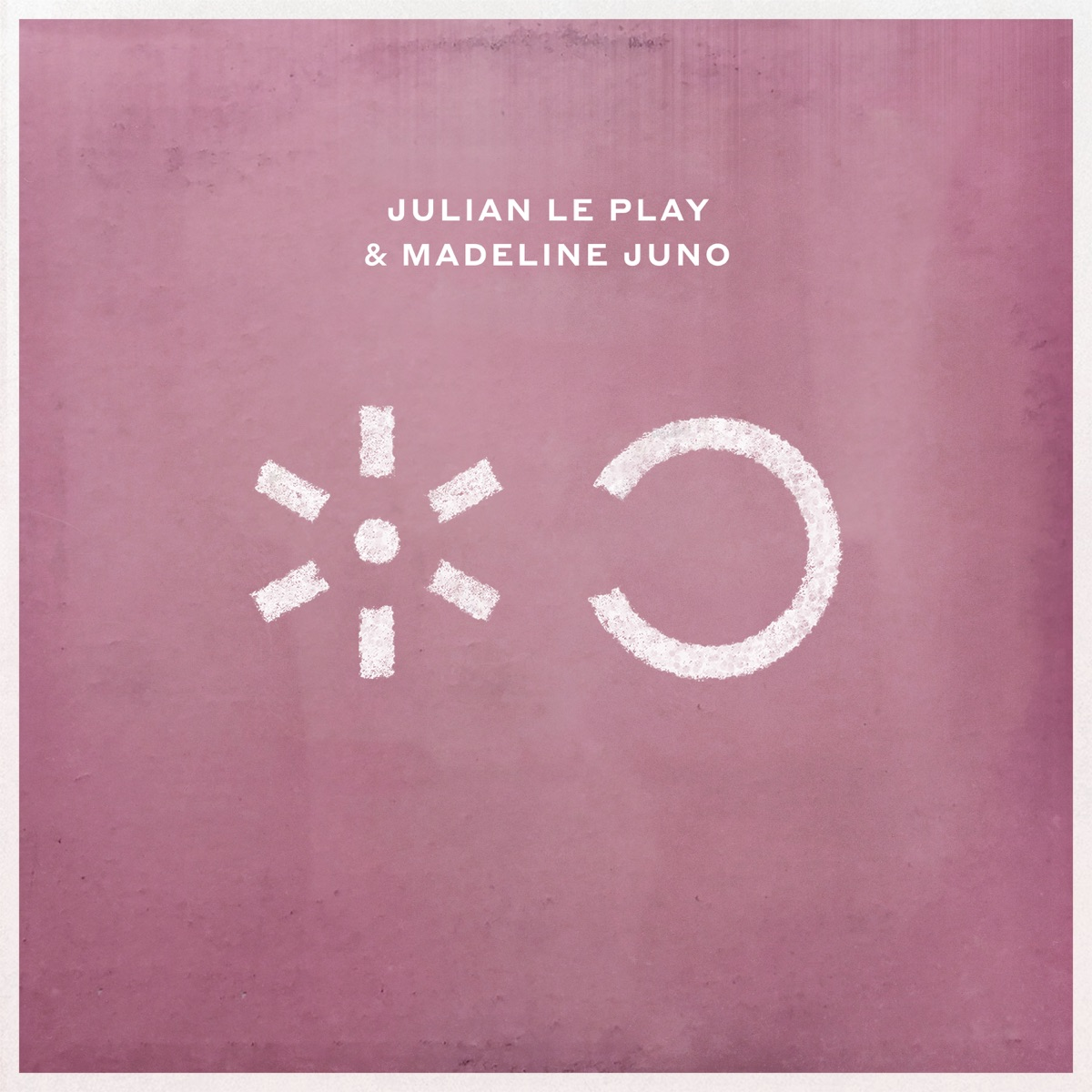
Frontcover zu Sonne & Mond.

- 2019: Sonne & Mond (feat. Madeline Juno)
- 2020: Wenn alles brennt
- 2020: Hellwach (mit toksï)
- 2020: Team
- 2023: Woodstock

## Auszeichnungen
- 2013: Amadeus-Award in der Kategorie 'Pop/Rock'
- 2013: Amadeus Award in der Kategorie 'Best Engineered Album'
- 2015: Amadeus-Award in der Kategorie 'Album des Jahres' (für Melodrom)
- 2017: Amadeus-Award in den Kategorien 'Album des Jahres' (für Zugvögel) und 'Künstler des Jahres'[4]
- 2021: Amadeus-Award in der Kategorie Tonstudiopreis Best Sound (für Tandem)